# Lugu (Nantou)
Lugu (chinesisch 鹿谷鄉, Pinyin Lùgǔ Xiāng – „Hirschtal-Landgemeinde“) ist eine Landgemeinde (鄉,  Xiāng) im Landkreis Nantou in Zentraltaiwan.

## Lage
Lugu liegt im westlichen Teil des Landkreises Nantou. Das Gemeindegebiet hat eine Ost-West-Ausdehnung von maximal etwa 10,5 Kilometern und eine Nord-Süd-Ausdehnung von ungefähr 16 Kilometern. Im Norden grenzt es an den Fluss Zhuoshui, der die nördliche Begrenzung zur Nachbargemeinde Jiji bildet und dort durch das Jiji-Stauwehr aufgestaut wird. Im Osten liegen die Gemeinden Shuili und Xinyi und im Westen und Süden ist die Gemeinde Zhushan benachbart. Lugu liegt auf der Grenze zwischen dem Alishan-Gebirge im Westen und dem Zentralgebirge im Osten. Das Terrain ist sehr wechselhaft und variiert stark in der Höhe zwischen etwa 100 und 2200 Metern. Höchste Erhebung ist mit 2194 Metern der Wuchalunshan (為藤湖山). Weitere Berggipfel sind Fenghuangshan (鳳凰山, 1697 m), Shiyashan (石牙山, 1171 m), Qilinshan (麒麟山, 743 m) und Dongdingshan (凍頂山, 740 m). Niedrigste Erhebung ist der Tenghushan (藤湖山, 296 m).
Lugu weist ein mildes subtropisches Klima auf. Die Jahresmitteltemperatur liegt bei 23 °C. Der Jahresniederschlag beträgt etwa 2600 mm, wobei der Regen ungleich über die Jahreszeiten verteilt ist. Den Hauptniederschlag gibt es in den Monaten Juni bis September, während die restliche Jahreszeit relativ trocken ist. Nebel über den Bergen tritt häufig auf.

## Geschichte
Die dokumentierte Geschichte Lugus beginnt im Jahr 1741 zur Zeit der Herrschaft Qianlongs. Der erste Name der Ansiedlung war Lin Yipu (林圮埔). Zur Zeit der japanischen Kolonialherrschaft  (1895–1945) wurde Lugu im Jahr 1920 zu einem Verwaltungszentrum als Lugu Zhuang (鹿谷庄, wörtl. „Hirschtal-“, oder „Huftiertal-Dorf“) organisiert. Daraus entstand nach der Übernahme Taiwans durch die Republik China 1945 die heutige Landgemeinde Lugu, die per Dekret der neuen Provinzregierung am 25. Februar 1946 in 8 Dörfer eingeteilt wurde. 1950 wurde Lugu Teil des neuen Landkreises Nantou. 1955 wurden im Rahmen einer Verwaltungsreform zwei Dörfer an die Nachbargemeinde Shuili abgetreten. 1978 erfolgte eine Neugliederung Lugus in 13 Dörfer. Im Jahr 1970 wurde der Natur-Lehrpark Xitou (s. u.) und im Jahr 1982 der Fonghuanggu Vogel- und Naturschutzpark (s. u.) gegründet.
Lugu war erheblich vom Jiji-Erdbeben am 21. September 1999 betroffen, dessen Epizentrum unmittelbar nördlich von Lugu lag. Damals kamen 22 von 21.279 Einwohnern Lugus ums Leben.

## Administration
Die Landgemeinde Lugu ist in verwaltungstechnisch in 13 Dörfer (cūn, 村) eingeteilt:
| Gliederung von Lugu |           |        |               |                   |               |                 |              |       |
|                     | #         | Name   | Chinesisch    | Hanyu Pinyin      | Wade-Giles    | Tongyong Pinyin | Fläche [km²] | Einw. |
| 1                   | Neihu     | 內湖村 | Nèihú cūn     | Nei-hu ts’un      | Nèihú cun     | N/A             | N/A          |       |
| 2                   | Heya      | 和雅村 | Héyǎ cūn      | He-ya ts’un       | Héyă cun      | N/A             | N/A          |       |
| 3                   | Zhulin    | 竹林村 | Zhúlín cūn    | Chu-lin ts’un     | Jhúlín cun    | N/A             | N/A          |       |
| 4                   | Zhufeng   | 竹豐村 | Zhúfēng cūn   | Chu-feng ts’un    | Jhúfong cun   | N/A             | N/A          |       |
| 5                   | Fenghuang | 鳳凰村 | Fènghuáng cūn | Feng-huang ts’un  | Fònghuáng cun | N/A             | N/A          |       |
| 6                   | Guangxing | 廣興村 | Guǎngxīng cūn | Kuang-hsing ts’un | Guǎngsīng cun | N/A             | N/A          |       |
| 7                   | Zhangya   | 彰雅村 | Zhāngyǎ cūn   | Tsang-ya ts’un    | Jhāngyǎ cun   | N/A             | N/A          |       |
| 8                   | Lugu      | 鹿谷村 | Lùgǔ cūn      | Lu-ku ts’un       | Lùgǔ cun      | N/A             | N/A          |       |
| 9                   | Yonglong  | 永隆村 | Yǒnglóng cūn  | Yung-lung ts’un   | Yǒnglóng cun  | N/A             | N/A          |       |
| 10                  | Chuxiang  | 初鄉村 | Chūxiāng cūn  | Ch`u-hsiang ts’un | Chūsiāng cun  | N/A             | N/A          |       |
| 11                  | Xiufeng   | 秀峰村 | Xiùfēng cūn   | Hsiu-feng ts’un   | Sioùfōng cun  | N/A             | N/A          |       |
| 12                  | Qingshui  | 清水村 | Qīngshuǐ cūn  | Ch`ing-shui ts’un | Cīngshueǐ cun | N/A             | N/A          |       |
| 13                  | Ruitian   | 瑞田村 | Ruìtián cūn   | Ju-t`ien ts’un    | Rueìtián cun  | N/A             | N/A          |       |

## Bevölkerung
In den Anfangsjahren der Republik China auf Taiwan stieg die Bevölkerung Lugus zunächst von 20.571 im Jahr 1958 auf 25.717 im Jahr 1970. Seither ist die Einwohnerzahl fast kontinuierlich auf zuletzt 17.700 im Jahr 2018 gesunken. Angehörige indigener Völker machten Ende 2017 nur 0,3 Prozent der Bevölkerung aus (55 Personen).

## Infrastruktur
Im Norden von Lugu verläuft die Kreisstraße 131 in ungefähr ost-westlicher Richtung. Von ihr zweigt im Dorf Ruitian die Kreisstraße 139 ab, die den Zhuoshui überquert und nördlich nach Jiji führt. Im Westen mündet die Kreisstraße 131 im Dorf Lugu in die Kreisstraße 151, die von Westen (Zhushan) Richtung Süden zum Natur-Lehrpark Xitou führt.

## Land- und Forstwirtschaft
Etwa 7448 Hektar des Gemeindegebiets (52,5 %) gehören zu Staatsforsten in Verwaltung der Nationaluniversität Taiwan. Meist handelt es sich dabei um naturbelassenen Wald, der als Experimentalwald (實驗林) deklariert ist und als forstökologische Forschungsressource dient, sowie für die Ausbildung genutzt wird. Zum Teil wird der Wald auch bewirtschaftet (z. B. als Bambuswald). An Agrarprodukten wird Nassreis im Dorf Ruitian (nahe dem Zhuoshui) angebaut. Bekannt ist Lugu vor allem für die Produktion von Tee. Im Jahr 1855 brachte Lin Fengchi (林鳳池) einige Teesträucher aus dem Wuyi-Gebirge der chinesischen Küstenprovinz Fujian nach Lugu. Dieser Oolong-Tee wurde zunächst am Berg Dongdingshan („Eisgipfelberg“) erfolgreich kultiviert und in Taiwan zu einer eigenen Oolong-Sorte (Dongding-Tee, 凍頂茶) entwickelt. Auf etwa 2000 Hektar werden jährlich etwa 2000 Tonnen Dongding Wulong-Tee geerntet.
Weitere 2800 Hektar Anbaufläche nimmt die Produktion von Bambussprossen (Mengzong- oder Winterbambussprossen, Moso-Bambus) ein, was mehr als der Hälfte der Gesamterzeugung dieser Sorte in Taiwan entspricht.
In geringen Quantitäten werden Engelwurzen angebaut (Angelica japonica, 山芹菜,  Shān qíncài, „Bergsellerie“) vor allem in Heya und Fenghuang, sowie in geringem Maße Angelica keiskei (明日葉,  Míngrì yè – „Morgenblatt“), hauptsächlich nahe dem Xitou-Natur-Lehrpark.  In Lugu wird auch Forellenzucht betrieben.

## Sehenswürdigkeiten
Hauptsehenswürdigkeit in Lugu ist die Natur- und die Kulturlandschaft. Im Dorf Yonglong befindet sich der kleine, künstlich angelegte Qilintan-See (麒麟潭, 13 ha). Der etwa 2500 Hektar große Natur-Lehrpark Xitou (溪頭自然教育園區) im Südwesten Lugus wird von der Nationaluniversität Taiwan betrieben. Er dient Lehr- und Ausbildungszwecken, ist aber für die Allgemeinheit zugänglich.
Der Fonghuanggu Vogel- und Naturschutzpark (鳳凰谷鳥園生態園區) im Dorf Fenghuang beherbergt auf mehr als 30 Hektar Fläche mehr als 300 seltene Vogelarten aus Taiwan und aller Welt. Der Park steht unter der Regie des Nationalmuseums für Naturwissenschaften in Taichung.

## Galerie

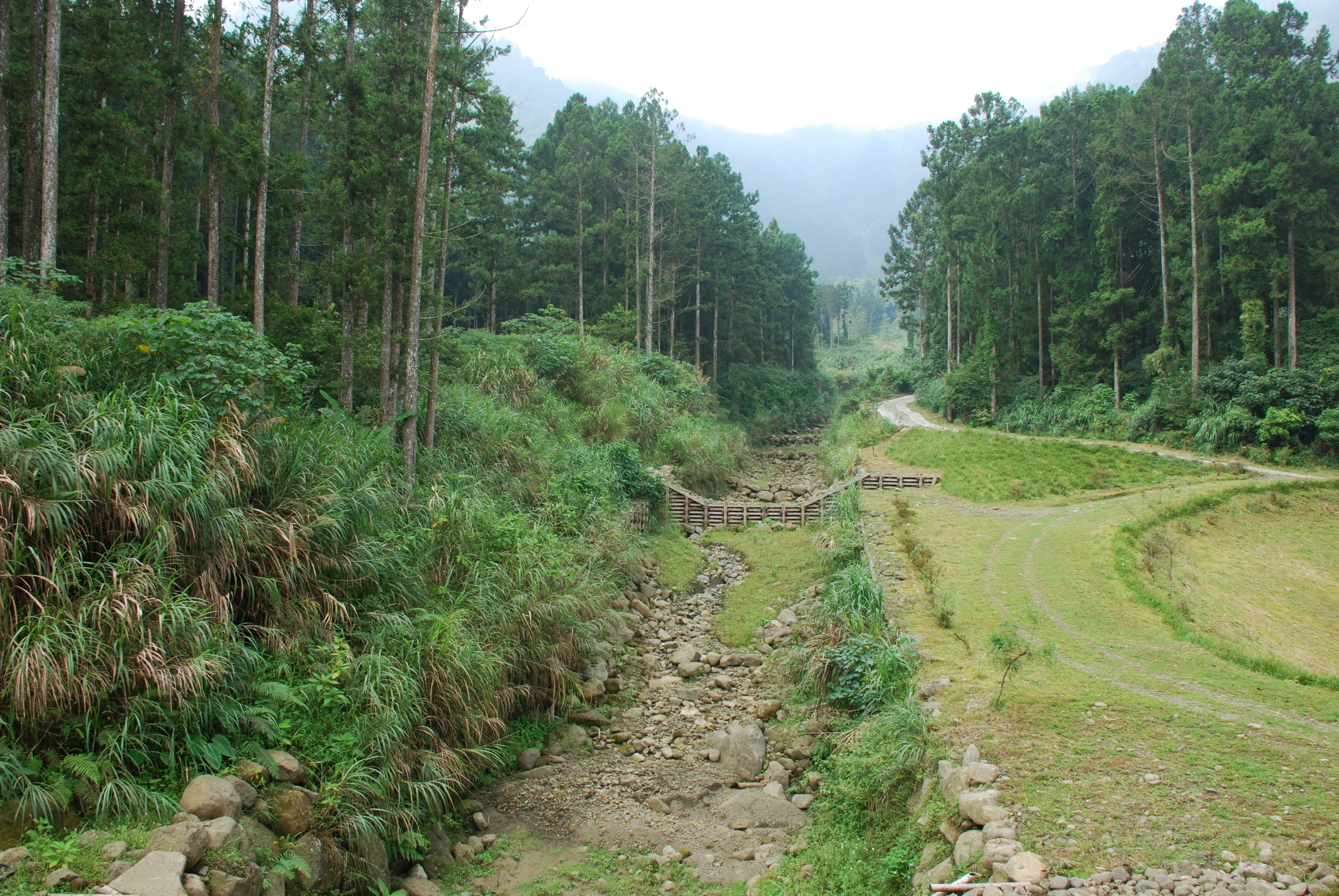
Wald in Neihu
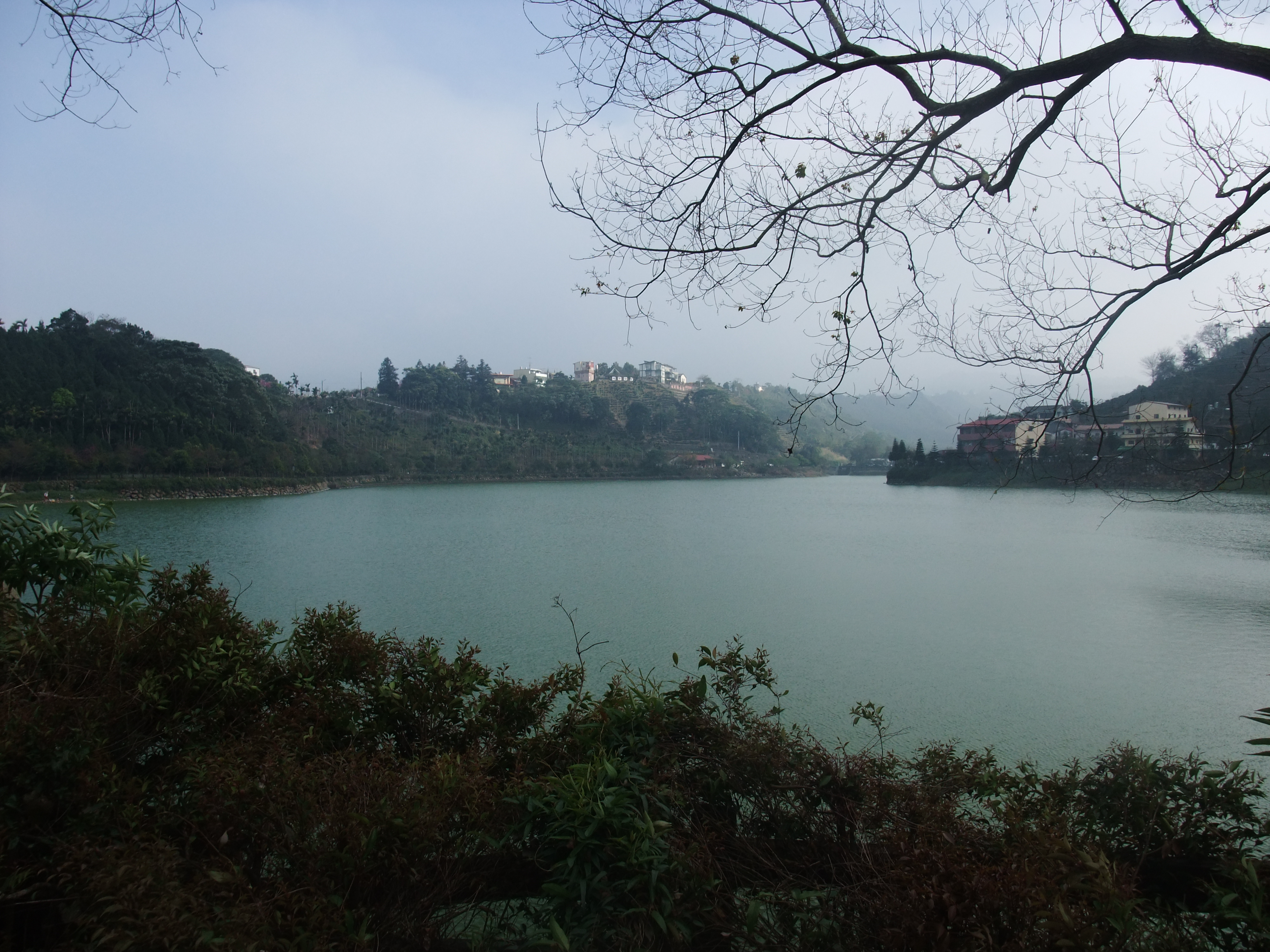
Qilintan-See
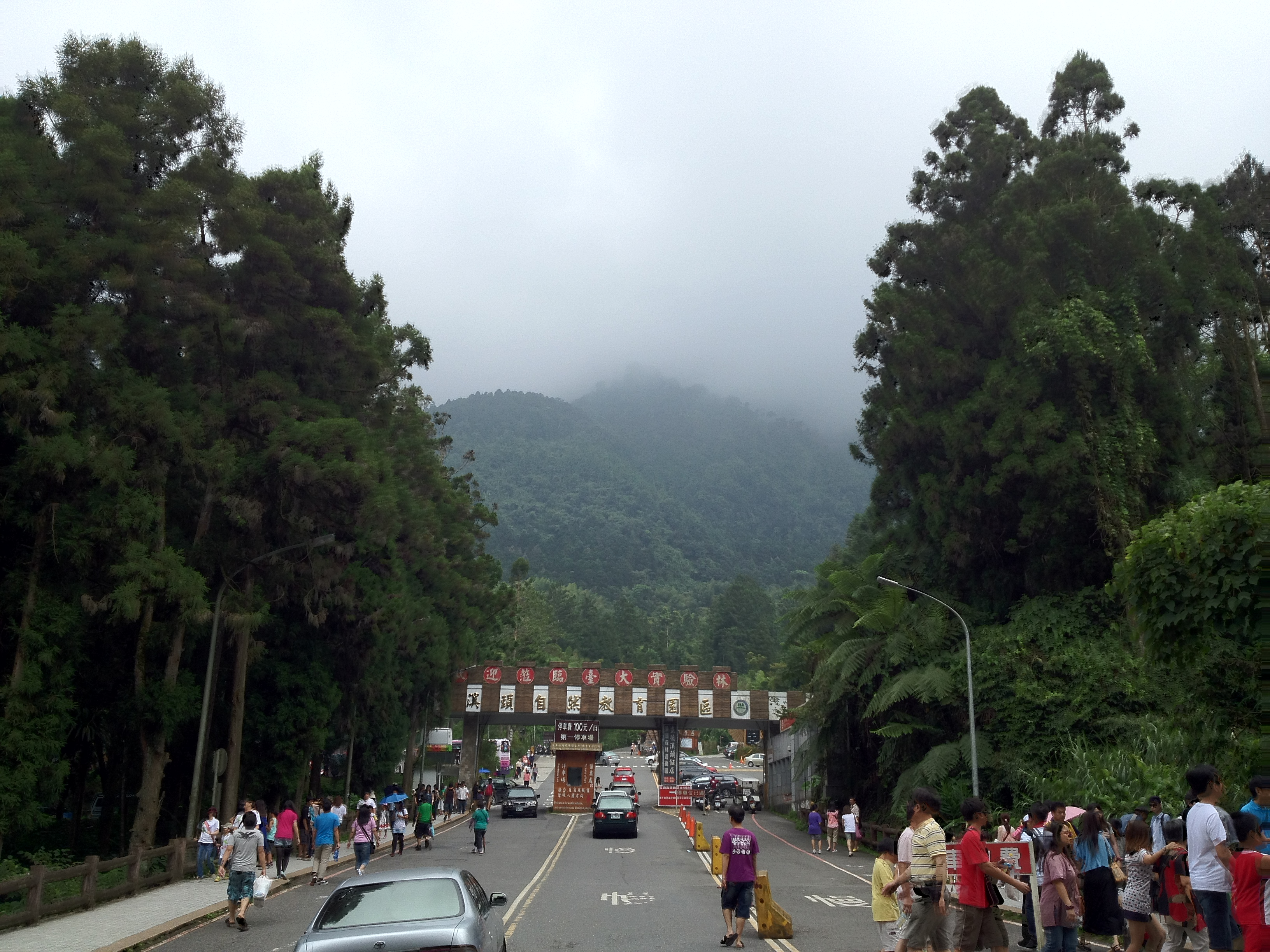
Eingang zum Natur-Lehrpark Xitou